# GrosBill
Pour les articles homonymes, voir Gros Bill.
GrosBill est une société française spécialisée dans la vente de matériel informatique et high-tech, qui vend à la fois en ligne et en magasin. L'enseigne possède un magasin historique dans Paris 13e. Le chiffre d'affaires de l’enseigne à la fin de l’exercice 2018 était de 20 millions d'euros.

## Historique
La start-up parisienne GrosBill.com est créée en 1998 par cinq entrepreneurs, en vue de vendre de l’électronique grand public sur Internet. 
Le nom de l'enseigne a deux origines possibles :
- Un des fondateurs avait ce surnom ;
- Analogie avec le Gros Bill dans les jeux de rôle, qui recherche la puissance. Tout comme les produits vendus par l'enseigne qui seraient « puissants ».

Le principe consistait à offrir aux internautes la possibilité de préparer leur commande sur le Web et de réceptionner physiquement les produits dans un magasin réel. Au départ, l’entreprise disposait d’un seul point de vente dans le 13e arrondissement de Paris et des moyens de paiement en boutique qui évitaient la saisie sur Internet de données bancaires, même si le paiement en ligne était possible.
En décembre 2002, GrosBill ouvre un second magasin en banlieue parisienne à Thiais. GrosBill s'est hissée, progressivement, parmi les cinq premiers web-marchands de son secteur, se mesurant à des sites comme Cdiscount, fnac.com et RueDuCommerce. Il est racheté par Auchan en 2005. GrosBill ouvre alors un troisième magasin à Colombes en avril 2006 et bientôt l’entreprise accroît son parc de 4 magasins supplémentaires en province : Lyon et Lille, ouverts durant l’été 2007, Marseille en octobre 2008 et Toulouse peu après. Le magasin de Toulouse fermera rapidement après son ouverture. En octobre 2009, un nouveau magasin est ouvert à Noisy-le-Sec en Seine-Saint-Denis. En septembre 2011, un nouveau concept de boutique est ouvert au cœur de Paris, dans le quartier du Marais. En mars 2013, GrosBill ouvre un nouveau magasin à Villeparisis en Seine-et-Marne. En 2013 le siège du groupe décide de fermer le site de Marseille. En 2014, un autre magasin est ouvert à Boulogne-Billancourt. En août 2015, le magasin de Noisy-le-Sec ferme et est transféré, à quelques centaines de mètres, dans le centre commercial Domus, à Rosny-sous-Bois.
En juin 2015, Mutares fait une offre d'achat sur GrosBill à Auchan, pour un montant indéterminé, qui accepte de céder GrosBill.
Depuis début 2016, l'activité de GrosBill est déficitaire, en raison notamment d'un marché difficile, de la concurrence dans ce secteur ou encore de résultats qui se sont érodés. Pour « retrouver l'équilibre rapidement », le site de vente en ligne compte s'appuyer sur des mesures de réorganisation et sur le recentrage de son offre sur sa cible historique, les passionnés de high-tech. 
Sur 3 ans (2015, 2016 et 2017) la perte cumulée atteint 27 M€. 
En 2017 Grosbill est revendu à Luc Boccond Gibbod. 
En juin 2017, Grosbill demande la mise en place d'une procédure de sauvegarde, et en juillet de la même année, l'enseigne ferme 6 de ses magasins en province, le nombre de boutique passant de 9 à 3 et l'effectif est réduit de 144 à 37 personnes.
Le 1er octobre 2018, Grosbill est placé en redressement judiciaire par le tribunal de commerce de Paris. L'entreprise cherche des repreneurs afin de pérenniser la marque et ne pas fermer définitivement ses portes. La direction annonce avoir reçu plusieurs offres de rachat. Grosbill a enregistré des pertes proches de 10 millions d'euros lors des années 2016 et 2017,.
Le 18 décembre 2018, la société Cybertek a remporté la procédure de rachat de l'enseigne Grosbill devant le tribunal de commerce de Paris.
Les ADN communs entre les deux sociétés (vente en ligne et en magasins physiques) ont permis la relance de la marque et de ses activités.
Deux magasins ont dû être fermés pour permettre la relance et la stabilité de l’enseigne, mais le principal magasin parisien (boulevard de l'Hôpital à Paris 13e) et le site web Grosbill.com sont redevenus opérationnels et rentables »,.